# Chiltern
Chiltern is een Engels district in het shire-graafschap (non-metropolitan county OF county) Buckinghamshire en telt 96.000 inwoners. De oppervlakte bedraagt 196 km².
Van de bevolking is 16,8% ouder dan 65 jaar. De werkloosheid bedraagt 1,7% van de beroepsbevolking (cijfers volkstelling 2001).

## Plaatsen in district Buckinghamshire
- Holmer Green
- Latimer

## Civil parishesin district Chiltern
Amersham, Ashley Green, Chalfont St Giles, Chalfont St. Peter, Chartridge, Chenies, Chesham, Chesham Bois, Cholesbury-cum-St Leonards, Coleshill, Great Missenden, Latimer and Ley Hill, Little Chalfont, Little Missenden, Penn, Seer Green, The Lee.